# AFC Challenge Cup
De AFC Challenge Cup was een internationaal voetbaltoernooi van 2006 tot 2014  dat tevens diende als kwalificatietoernooi voor de AFC Asian Cup voor de landen die in de ranking van de Asian Football Confederation onderaan staan.
Het eerste toernooi vond plaats in 2006 in Bangladesh. De winnaars van de toernooien van 2012 en van 2014 plaatsten zich voor de Azië Cup 2015.

## Selectie
De bond verdeelde de 46 landen van de AFC in 2006 in 3 niveaugroepen. Het toernooi was bedoeld voor de landen van het laagste niveaugroep. Toch werden er ook weleens landen uitgenodigd voor de 2 hogere niveaugroepen (bijvoorbeeld India, Myanmar, Noord-Korea, Tadzjikistan en Turkmenistan). Hierdoor won er slechts één keer een land uit de laagste niveaugroep (Palestina won in 2014). In maart 2012 werd het Mariaans voetbalelftal uitgenodigd om mee te doen. Dat terwijl de Noordelijke Marianen alleen geassocieerd lid is van de Aziatische confederatie.

Landen die in aanmerking komen voor de AFC Challenge Cup
Voormalig deelnemers

| Niveaugroep 1 | Niveaugroep 2 | Niveaugroep 3 |
| --- | --- | --- |
| - Australië - Bahama's - China - Indonesië - Iran - Irak - Japan - Koeweit - Qatar - Saoedi-Arabië - Zuid-Korea - Thailand - Verenigde Arabische Emiraten - Oezbekistan - Vietnam | - Bangladesh - Hongkong - India - Jordanië - Libanon - Maleisië - Malediven - Myanmar - Noord-Korea - Oman - Singapore - Syrië - Turkmenistan - Jemen | - Afghanistan - Bhutan - Brunei - Cambodja - Chinees Taipei - Guam - Kirgizië - Laos - Macau - Mongolië - Nepal - Pakistan - Palestina - Filipijnen - Sri Lanka - Tadzjikistan - Oost-Timor |

## Erelijst

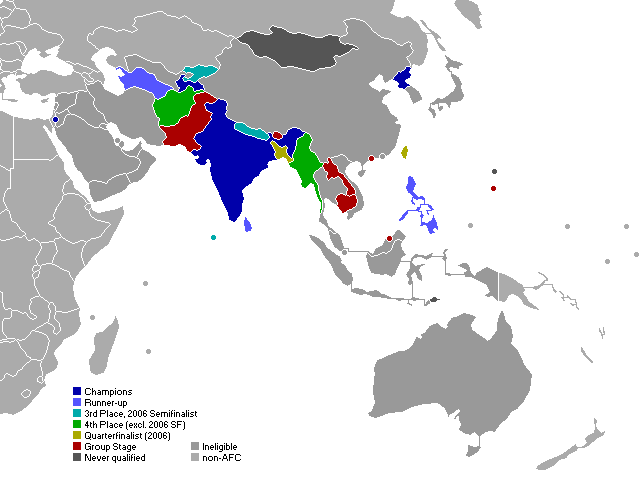
Beste resultaten

| Jaar         | Gastland   |  | Winnaar      | Uitslag finale | Finalist     | Derde plek   | Troostfinale | Vierde plek |
| ------------ | ---------- |  | ------------ | -------------- | ------------ | ------------ | ------------ | ----------- |
| 2006 Details | Bangladesh |  | Tadzjikistan | 4 – 0          | Sri Lanka    | Kirgizië     | geen         | Nepal       |
| 2008 Details | India      |  | India        | 4 – 1          | Tadzjikistan | Noord-Korea  | 4 – 0        | Birma       |
| 2010 Details | Syrië      |  | Noord-Korea  | 1 – 1 (ns)     | Turkmenistan | Tadzjikistan | 1 – 0        | Birma       |
| 2012 Details | Nepal      |  | Noord-Korea  | 2 – 1          | Turkmenistan | Filipijnen   | 4 – 3        | Palestina   |
| 2014 Details | Malediven  |  | Palestina    | 1 – 0          | Filipijnen   | Malediven    | 1 – 1 (ns)   | Afghanistan |

## Medaillespiegel
| Plaats | Land         | Goud | Zilver | Brons | Totaal |
| 1      | Noord-Korea  | 2    | 0      | 1     | 3      |
| 2      | Tadzjikistan | 1    | 1      | 1     | 3      |
| 3      | Palestina    | 1    | 0      | 0     | 1      |
| 4      | India        | 1    | 0      | 0     | 1      |
| 5      | Turkmenistan | 0    | 2      | 0     | 2      |
| 6      | Filipijnen   | 0    | 1      | 1     | 2      |
| 7      | Sri Lanka    | 0    | 1      | 0     | 1      |
| 8      | Kirgizië     | 0    | 0      | 1     | 1      |
| 8      | Nepal        | 0    | 0      | 1     | 1      |
| 10     | Malediven    | 0    | 0      | 1     | 1      |

## Resultaten

Aantal deelnames.
4 keer
3 keer
2 keer
1 keer
Nooit gekwalificeerd
Niet mogelijk
Geen lid van de AFC

| Teams                | 2006 (16 teams) | 2008 (8 teams) | 2010 (8 teams) | 2012 (8 teams) | 2014 (8 teams) | Aantal |
| -------------------- | --------------- | -------------- | -------------- | -------------- | -------------- | ------ |
| Afghanistan          | GF              | GF             | ×              | •              | 4e             | 3      |
| Bangladesh           | 1/4             | •              | GF             | •              | •              | 2      |
| Bhutan               | GF              | •              | •              | •              | •              | 1      |
| Brunei               | GF              | •              | •              | ×              | ×              | 1      |
| Cambodja             | GF              | •              | •              | •              | •              | 1      |
| Chinees Taipei       | 1/4             | •              | •              | •              | •              | 1      |
| Guam                 | GF              | •              | •              | •              | •              | 1      |
| India                | 1/4             | 1e             | GF             | GF             | •              | 4      |
| Kirgizië             | 1/2             | •              | GF             | •              | GF             | 3      |
| Laos                 | •               | ×              | •              | •              | GF             | 1      |
| Macau                | GF              | •              | •              | •              | •              | 1      |
| Malediven            | ‡               | ‡              | •              | GF             | 3e             | 2      |
| Mongolië             | •               | ×              | •              | •              | •              | 0      |
| Myanmar              | ‡               | 4e             | 4e             | •              | GF             | 3      |
| Nepal                | 1/2             | GF             | •              | GF             | •              | 3      |
| Noord-Korea          | ‡               | 3e             | 1e             | 1e             | ‡              | 3      |
| Noordelijke Marianen | ‡               | ‡              | ‡              | ‡              | •              | 0      |
| Pakistan             | GF              | •              | •              | •              | •              | 1      |
| Palestina            | 1/4             | ×              | •              | 4e             | 1e             | 3      |
| Filipijnen           | GF              | •              | •              | 3e             | 2e             | 3      |
| Sri Lanka            | 2e              | GF             | GF             | •              | •              | 3      |
| Tadzjikistan         | 1e              | 2e             | 3e             | GF             | •              | 4      |
| Oost-Timor           | ×               | ×              | ×              | ×              | ×              | 0      |
| Turkmenistan         | ‡               | GF             | 2e             | 2e             | GF             | 4      |

|     | Legenda                             |
| --- | ----------------------------------- |
| 1e  | Kampioen                            |
| 2e  | Tweede                              |
| 3e  | Derde                               |
| 4e  | Vierde                              |
| 1/2 | Halve finale                        |
| 1/4 | Kwartfinale                         |
| GF  | Groepsfase                          |
| q   | Gekwalificeerd                      |
|     | Gastland                            |
|     | Gediskwalificeerd voor kwalificatie |
|     | Gediskwalificeerd na kwalificatie   |
| ‡   | Land kon niet meedoen               |
| ×   | Deed niet mee of teruggetrokken     |

## Eeuwige ranglijst
| Team           | gs | w  | g | v | dv | dt | ds  | pnt |
| -------------- | -- | -- | - | - | -- | -- | --- | --- |
| Noord-Korea    | 15 | 12 | 2 | 1 | 35 | 4  | +31 | 38  |
| Tadzjikistan   | 19 | 11 | 2 | 6 | 36 | 16 | +20 | 34  |
| Turkmenistan   | 16 | 8  | 4 | 4 | 27 | 14 | +13 | 28  |
| Palestina      | 14 | 8  | 3 | 3 | 29 | 8  | +21 | 27  |
| Filipijnen     | 13 | 6  | 3 | 4 | 18 | 14 | +4  | 21  |
| India          | 15 | 5  | 3 | 7 | 13 | 21 | −8  | 18  |
| Kirgizië       | 11 | 5  | 0 | 6 | 7  | 12 | −5  | 15  |
| Myanmar        | 13 | 5  | 0 | 8 | 15 | 22 | −7  | 15  |
| Sri Lanka      | 12 | 4  | 2 | 6 | 12 | 22 | −10 | 14  |
| Nepal          | 11 | 3  | 2 | 6 | 11 | 14 | −3  | 11  |
| Bangladesh     | 7  | 3  | 1 | 3 | 10 | 14 | −4  | 10  |
| Malediven      | 8  | 2  | 2 | 4 | 9  | 12 | −3  | 8   |
| Afghanistan    | 11 | 1  | 5 | 5 | 7  | 19 | −12 | 8   |
| Chinees Taipei | 4  | 1  | 2 | 1 | 3  | 5  | −2  | 5   |
| Brunei         | 3  | 1  | 1 | 1 | 2  | 2  | 0   | 4   |
| Pakistan       | 3  | 1  | 1 | 1 | 3  | 4  | −1  | 4   |
| Cambodja       | 3  | 1  | 0 | 2 | 4  | 6  | −2  | 3   |
| Bhutan         | 3  | 0  | 1 | 2 | 0  | 3  | −3  | 1   |
| Macau          | 3  | 0  | 1 | 2 | 2  | 8  | −6  | 1   |
| Laos           | 3  | 0  | 1 | 2 | 1  | 7  | −6  | 1   |
| Guam           | 3  | 0  | 0 | 3 | 0  | 17 | −17 | 0   |

## Prijzen

### Fair Play Prijs
| Toernooi | Team        |
| -------- | ----------- |
| 2006     | Sri Lanka   |
| 2008     | India       |
| 2010     | Noord-Korea |
| 2012     | Noord-Korea |

### Gouden Schoen(Topscorer)
| Toernooi | Speler                          | Doelpunten |
| -------- | ------------------------------- | ---------- |
| 2006     | Fahed Attal ( Palestina)        | 8          |
| 2008     | Pak Song-Chol ( Noord-Korea)    | 6          |
| 2010     | Ryang Yong-Gi ( Noord-Korea)    | 4          |
| 2012     | Phil Younghusband ( Filipijnen) | 6          |
| 2014     | Ashraf Nu'man ( Palestina)      | 4          |

### Meest waardevolle spelers
| Toernooi | Speler                          |
| -------- | ------------------------------- |
| 2006     | Ibrahim Rabimov ( Tadzjikistan) |
| 2008     | Baichung Bhutia ( India)        |
| 2010     | Ryang Yong-Gi ( Noord-Korea)    |
| 2012     | Pak Nam-Chol ( Noord-Korea)     |
| 2014     | Murad Ismail Said ( Palestina)  |